# VTB Bank
VTB Bank (del ruso: ОАО "Банк ВТБ"); RTS, LSE: VTBR, MICEX: VTBR)  antiguo Vneshtorgbank, es uno de los principales bancos universales de Rusia y el mayor en términos de capital autorizado.
A 31 de diciembre de 2005 de acuerdo con IFRS (consolidado), el  capital de su accionariado ascendía a $5.300 millones. En diciembre de 2007 el banco vendió el 5% de las acciones en el consorcio EADS (European Aeronautic Defence and Space Company), que fue adquirido por $1.000 millones en 2006, por el Banco Ruso de Desarrollo VEB por $1.450 millones.

## Administración

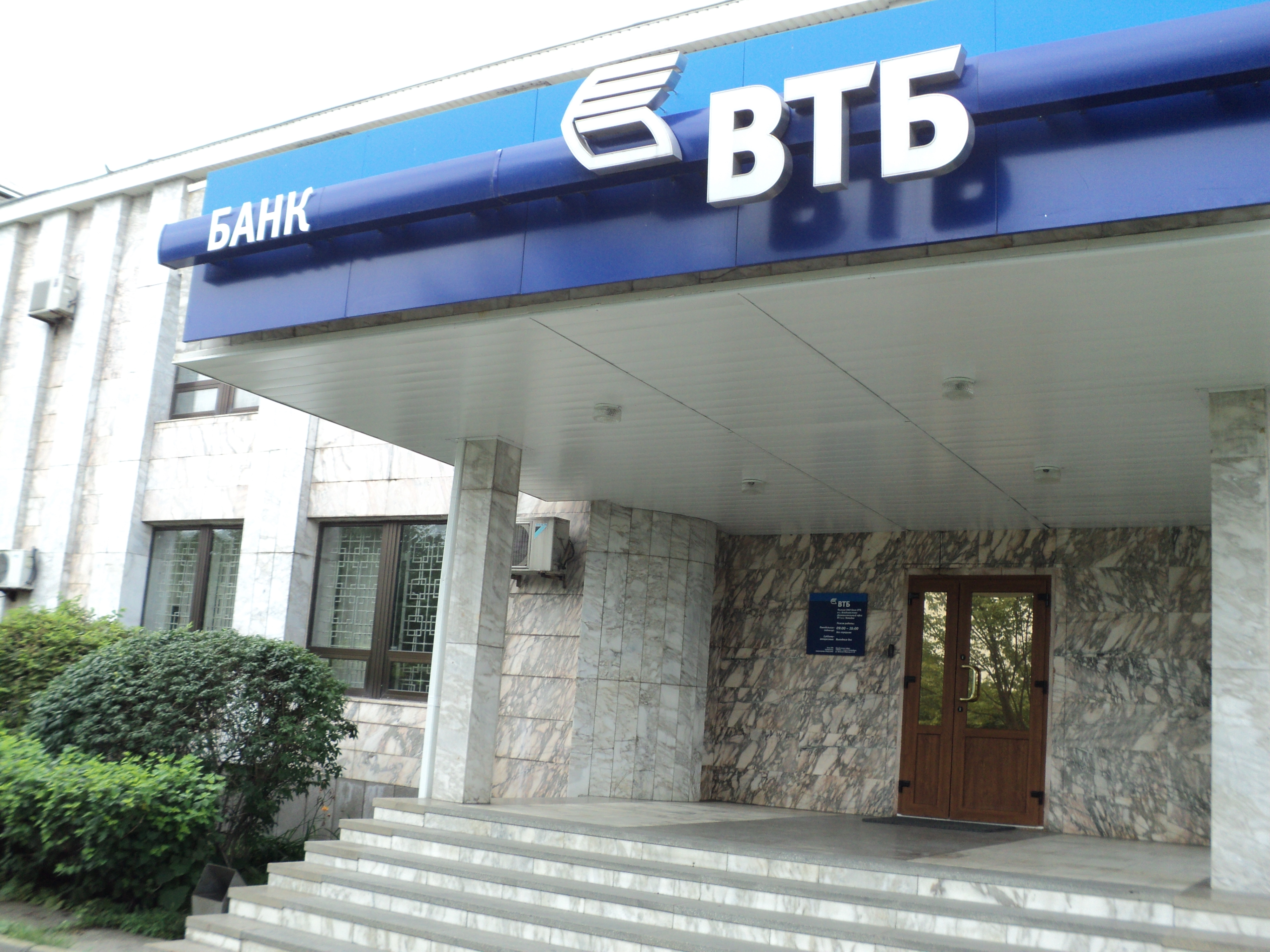
Banco en Nakhodka.

A septiembre de 2009, el Consejo Supervisor de VTB Bank consiste en Alexei Kudrin (Ministro de Finanzas de la Federación Rusa), Anton Drozdov (Director del Consejo de Administración, Fondo de Pensiones Ruso), Andrey Kostin (Consejo de Administración, JSC VTB Bank), Alexey Savatyugin (Director del Departamento de Política Financiera del Ministerios de Finanzas de la Federación Rusa), Alexandr Malenkov (CEO, JSC Aeroflot-Aerolínea rusa), Alexei Ulyukaev (Primer director del Banco Central de la Federación Rusa), Grigory Glazkov (Consultor independiente), Matthias Warnig (Director de administración, Nord Stream AG), Nikolai Kropachev (Rector de la Universidad Estatal de St. Petersburgo) y Muhadin Eskindarov (Rector de la Academia de Finanzas bajo el gobierno de la Federación Rusa).
A septiembre de 2009, su Comité de Administración consistía en Alexandr Malenkov (director desde el 10 de junio de 2009), Mikhail Kuzovlev (Vicepresidente primero), Vasily Titov (Vicepresidente primero), Andrey Puchkov (Vicepresidente), Gennady Soldatenkov (Vicepresidente), Olga Dergunova (Miembro del Consejo), Valery Lukyanenko (Miembro del Consejo), Evgueny Novikov (Miembro del Consejo).

## Privatización

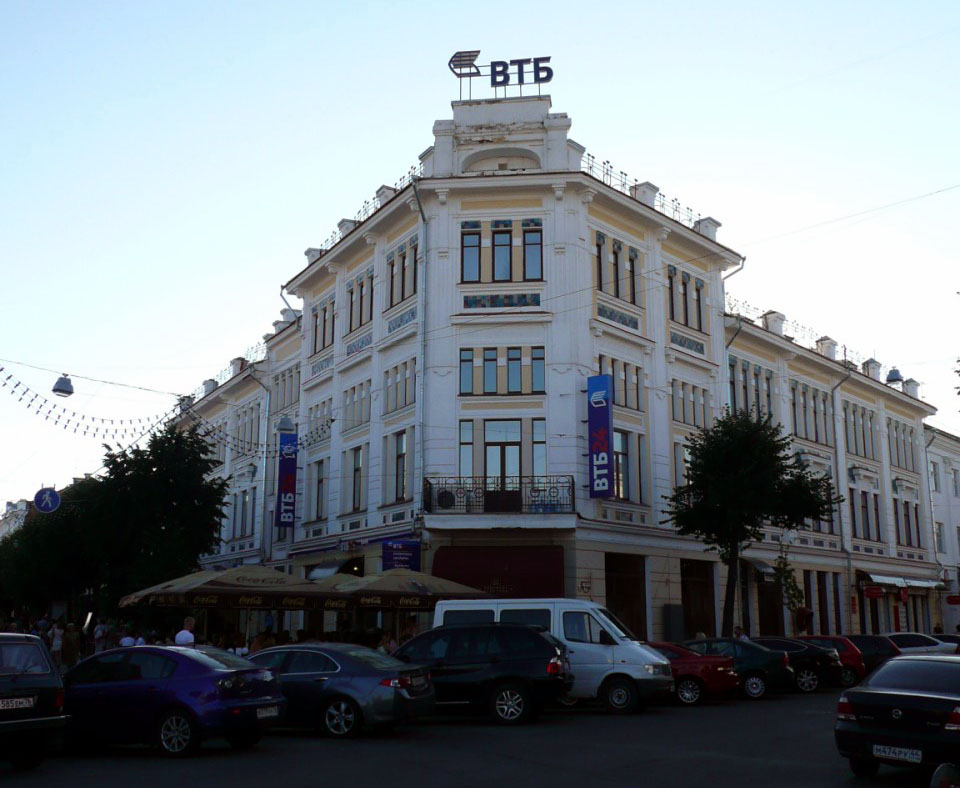
Oficina regional de VTB-24 Bank en Yaroslavl.

Hasta enero de 2007, el gobierno ruso mantuvo el 99.9% de las acciones de VTB. Desde entonces, en el Foro Económico Mundial en Davos, su CEO (Consejero Delegado) anunció que el gobierno retendría el 50% + 1 de las acciones y privatizaría el resto de la compañía. En el presente el gobierno mantiene el 85,5% del banco vía la Agencia Federal de la Propiedad.

## Principales subsidiarias
- VTB Capital
- VTB Capital plc (Londres, Singapur, Dubái, Nueva  York, Hong Kong, Kyev)
- VTB 24
- VTB Bank (Austria) AG – Viena. Antiguo Donau Bank AG, bajo control soviético.
- VTB Bank France S.A. – París, subsidiaria de VTB Austria. Banque Commerciale pour l'Europe du Nord - Eurobank (BCEN-Eurobank) bajo control soviético.
- VTB Bank Deutschland – Frankfurt, subsidiaria de  VTB Austria. Antiguo Ost-West Handelsbank AG bajo control soviético.
- Banco Comercial Ruso Ltd – Zúrich
- Banco Comercial Ruso (Chipre) Ltd – Limassol